# Faces in the Crowd - Frammenti di un omicidio
Faces in the Crowd - Frammenti di un omicidio (Faces in The Crowd) è un film del 2011 diretto da Julien Magnat e con protagonisti Milla Jovovich, Julian McMahon e David Atrakchi.

## Trama
Anna Marchant è una donna che, di ritorno a casa dopo una serata passata con le sue amiche, si imbatte in un killer che sta uccidendo una donna in un vicolo. Spaventata, Anna cerca di scappare inseguita dall'assassino, ma durante la fuga perde l'equilibrio e cade battendo violentemente la testa. Dopo una settimana di coma Anna si risveglia in ospedale, e si accorge subito di non essere più in grado di riconoscere i volti delle persone che la circondano e nemmeno il suo. La donna a causa della caduta è infatti stata colpita da prosopagnosia, patologia che impedisce proprio di riconoscere correttamente i lineamenti del viso.
In questa difficile situazione da gestire Anna dovrà cercare di non farsi catturare da Jack lo strappalacrime, il killer, che la sta cercando in quanto la donna è l'unica persona ad averlo visto in volto.

## Produzione
Le riprese del film si sono svolte a Winnipeg in Canada a partire dall'8 maggio 2010. Per la produzione del film sono stati spesi 15 milioni di dollari.

## Distribuzione
Il trailer ufficiale del film è stato distribuito online il 15 agosto 2011.
Il film è stato presentato in anteprima il 16 settembre 2011 all'Atlantic Film Festival ed è stato successivamente distribuito nei cinema turchi a partire dal 7 ottobre. Negli Stati Uniti d'America è stato distribuito in formato DVD e Blu-ray Disc a partire dal 25 ottobre 2011, mentre in Italia è stato distribuito per il mercato home video da Koch Media nei formati DVD e Blu-ray Disc a partire dal 6 marzo 2012.

## Accoglienza
Il film ha incassato circa 2 milioni di dollari al botteghino internazionale, rivelandosi dunque un flop in relazione alla cifra spesa come budget.